# Alfredo Martínez García-Argüelles
Alfredo Martínez García-Argüelles (Oviedo, 5 mai 1877 - Oviedo, 25 mars 1936) est un homme politique espagnol, ministre de la justice, Travail et Santé pendant la Deuxième République Espagnole, du 14 au 30 décembre 1935. Président de la section locale du Parti Libéral Démocrate en Asturies, il y meurt le 25 mars 1936, à la suite d'un attentat, perpétré contre lui.